# ジェリー・マノック
ジェリー・クリフォード・マノック（Jerrold Clifford Manock 1944年2月21日生まれ）はアメリカのプロダクトデザイナーである。
1976年から、彼はManock Comprehensive Design, Inc.の社長兼デザイナであり、カリフォルニア州パロアルトとバーモント州バーリントンに事務所を構えている。
1977年から1984年までAppleで働き、Apple II、Apple III、および初代Macintoshの筐体デザインに携わった。マノックは、Appleインダストリアルデザイングループの「父」として広く認識されている 。

## 学歴とキャリア
マノックはスタンフォード大学で教育を受け、1966年に機械工学学士と1968年に機械工学-プロダクトデザイン修士を得た。彼の師匠のプロジェクトにおいて、嚢胞性線維症の子供のための体位ドレナージ療法を支援するための装置に取り組んだ。
1968年から1972年まで、カリフォルニア州パロアルトのヒューレット・パッカードマイクロ波事業部でプロダクトデザインエンジニアとして働いていた。1972年から1975年まで、パロアルトのTelesensory Systems, Inc.のチーフメカニカルエンジニアだった。 その後、フリーランスのプロダクトデザインコンサルタントになる。彼は家電のデザインを専門としコンピュータのデザイン経験はなかったが、従来のコンピュータとは違った家庭で親しまれるデザインを求めたスティーブ・ジョブズには気に入られた。1977年、彼はデザイナーとしてAppleとクライアントとして契約し、Apple IIのプロダクトデザインと機械工学についてコンサルティングを行った。

### Appleのデザインチーム
マノックはAppleの創設メンバーの1人だが、当初はApple社員ではなかった。1979年にプロダクトデザイン担当マネージャーとしてAppleに加わり、社員番号は246が与えられた。マノックは、スティーブ・ジョブズの指揮の元、Apple II、Apple IIIを担当し、また、キッチン用品メーカー・クイジナートの製品に影響を受け、初代Macintoshのデザインを主導した 。彼はまた、Disk II、Disk III、Lisaも担当した。
マノックは初代Macintoshデザインチームの一員だった 。1981年1月、ジョブズがMacintoshのプロジェクトマネージャになったとき、マノックとテリー・オヤマに担当させて筐体デザインを行った 。AppleのJason O'Gradyによると、マノックはジェフ・ラスキンによってMacintoshデザインチームに引き入れられた。1984年のインタビューで、初期デザインの目標は "可搬性"を備えたコンピュータ筐体であったが、その考え方は "最小限のデスクスペース"というデザイン目標に置き換えられたという。結果、デザインチームはコンピュータの幅よりも小さいキーボードを作成した。 マノック自身は、Macintoshをより国際化するため、英語ではなく、マシンの外見アイコンを使用するというアイデアに貢献した。このスタイルは、Macを再起動する必要があるときの「顔」や、起動を示す「笑顔」など、英語での指示の代わりにアイコンを使用したROMに反映されていた。

### 取得特許
マノックは以下の共同発明者である：
- Personal computer (U.S. Patent No. D268584), 12 April 1983[8]
- Dual disk drive (U.S. Patent No. D271102), 25 October 1983[9]
- Housing for moveable cursor control for a video display (U.S. Patent No. D284284), 17 June 1986[10]
- Computer housing (U.S. Patent No. D285687), 16 September 1986[11]
- Keypad (U.S. Patent No. D286047), 7 October 1986[12]
- Disk drive housing (U.S. Patent No. D286050), 7 October 1986[13]
- Disk drive case (U.S. Patent No. D290257), 9 June 1987[14]
- Equatorial sundial apparatus utilizing one or more concave cylindrical focusing mirrors (U.S. Patent No. 6301793), 16 October 2001[15]

## 教員として
マノックは、バーモント大学のプロダクトデザイン担当の非常勤講師である。

## バイオグラフィー
- Shirland, L.E.; Manock, J.C. (August 2000). “Collaborative teaching of integrated product development: a case study”. IEEE Transactions on Education (Institute of Electrical and Electronics Engineers Education Society) 43 (3):  343–348. doi:10.1109/13.865212.
- IPD team